# Aulnoy-lez-Valenciennes
Aulnoy-lez-Valenciennes település Franciaországban, Nord megyében. Lakosainak száma 7125 fő (2022. január 1.). Aulnoy-lez-Valenciennes Marly, Saultain, Trith-Saint-Léger, Valenciennes, Artres, Famars és Préseau községekkel határos.

## Népesség
A település népességének változása:
| Lakosok száma | 7403 | 7339 | 7385 | 7341 | 7280 | 7224 | 7167 | 7183 | 7125 |
|               | 2013 | 2015 | 2016 | 2017 | 2018 | 2019 | 2020 | 2021 | 2022 |